# Kacsó Sándor (újságíró)
Kacsó Sándor írói álneve: Őrhegyi Sándor (Mikháza, 1901. február 21. – Kolozsvár, 1984. február 17.) erdélyi magyar író, szerkesztő, közíró, baloldali politikus.

## Élete
Szülőfaluja a nyárádmenti Mikháza. Tanulmányait a nyárádremetei iskolában kezdte, majd a marosvásárhelyi Katolikus Főgimnáziumban folytatta. Ezt követően egy évig a kolozsvári Tanárképző Intézet, két évig a I. Ferdinánd Egyetem hallgatója volt. Első verseit a Jövő Népe közölte, 1922-től a kolozsvári Előre ifjúsági folyóirat, 1923 és 1925 között a Keleti Újság, 1925-től 1927-ig az Újság munkatársaként működött. Kezdettől az Erdélyi Helikon munkaközösségének tagja volt, az úgynevezett székely írócsoporthoz tartozott. 1926-ban az első marosvécsi találkozón megkapta Kemény János alapítványának irodalmi díját.
Párizsi tanulmányútja után, 1927 őszétől belső munkatársa, 1938-tól 1940-ig, a lap betiltásáig, a Brassói Lapok főszerkesztője volt. 1937 őszén, a fasizmus előretörésével szembeszegülve, Kacsó Sándornak volt bátorsága kimondani: "Mi az erdélyi magyarság és a román nép épitő együttélésének a feltételeit és útját keressük!". Ő hirdette egyik cikkében azt az alapvető elképzelést is, miszerint "Kisebbség ... csak humanista politikát vallhat magáénak." A második bécsi döntés következtében a Romániánál maradt Dél-Erdélybe, Nagyenyedre költözött. A dél-erdélyi magyarság egyik szellemi vezéreként itt szerkesztette az Erdélyi Gazda című újságot 1944-ig. A második világháború végén Zsilvásárhelyre internálták, ahol a Zsilvásárhelyi Déli Hírlap című illegális lágerújság vezércikkírója lett. A táborból csak 1945-ben, a Groza-kormány megalakulása után szabadult a Magyar Népi Szövetség (MNSZ) követelésére. 1945–1946-ban a Kolozsváron újraindított Falvak Népe főszerkesztőjeként tevékenykedett. Az első demokratikus parlament képviselője, 1947 és 1951 között az MNSZ elnöke volt. 1947 és 1952 között a Bukarestben megjelenő Romániai Magyar Szó című napilap főszerkesztőjeként működött, majd lemondatása után az Állami Irodalmi és Művészeti Kiadó kolozsvári szerkesztőségének munkatársa, 1952-től 1968-ban történt nyugalomba vonulásáig az Irodalmi Könyvkiadó kolozsvári fiókjának vezetője volt.

## Főbb művei
- Utoljára még megkapaszkodunk. Elbeszélések; Lyceum Ny., Cluj-Kolozsvár, 1927
- Vakvágányon. Regény, 1-2.; Brassói Lapok, Brassó, 1930
- Lélekvesztőn; Erdélyi Szépmíves Céh, Kolozsvár, 1941 (Erdélyi Szépmíves Céh könyvei XII.)
- Nagyidő. Novellák; Bolyai, Marosvásárhely, 1946
- Kacsó Sándor–Sőni Pál–Abafáy Gusztáv: Három portré. Asztalos István, Nagy István, Kovács György; Irodalmi, Bukarest, 1963 (Kritikai kiskönyvtár)
- Írók, írások (tanulmányok és cikkek, Bukarest, 1964)
- Válogatott írások (elbeszélések, karcolatok, Izsák József előszavával, 1970)
- Virág alatt, iszap fölött (önéletrajzi visszaemlékezések I. Bukarest, 1971, 1981)
- Fogy a virág, gyűl az iszap (önéletrajzi visszaemlékezések II, Bukarest, 1974)
- Száműzetéseim (versek, Bukarest, 1978)
- Vakvágányon (Nagy Pál előszavával, Kolozsvár, 1979)
- Nehéz szagú iszap fölött; Magvető, Budapest, 1985 (Tények és tanúk)
- Nehéz szagú iszap felett. Önéletrajzi visszaemlékezések 3.; szerk. Dávid Gyula; Kriterion, Bukarest, 1993
- Lélekvesztőn; Kriterion, Kolozsvár, 2018 (Romániai magyar írók)
- Válogatott írások; vál., utószó, jegyz. Filep Tamás Gusztáv; Székelyföld Alapítvány, Csíkszereda, 2019 (Székely könyvtár)